# ラート級一覧
ラート級一覧（ラートきゅういちらん）では、各級(難度別)ごとのラート級検定の一覧について記述する。

## 認定資格
日本ラート協会が認定する資格には、直転5〜1級および斜転5〜1級がある。
直転5級が最も取得しやすく、日本ラート協会主催の講習会（3日間）を受講することで、最終日の検定に概ね合格できる。
なお、2006年度第12回全日本ラート競技選手権大会より、出場には直転・斜転とも3級以上の級認定が必要となっている。
更に、2007年度より男子跳躍では8.0点以上、女子跳躍では7.0点以上の演技のみ採点対象となった。
直転
直転5級（易）〜1級（難）（全日本ラート競技選手権大会出場には3級以上の級認定が必要）
斜転
斜転5級（易）〜1級（難）（全日本ラート競技選手権大会出場には3級以上の級認定が必要）
跳躍
跳躍に関しては資格制度が無く、全日本ラート競技選手権大会では7.00点満点以上の演技のみ採点される。
なお、全日本学生ラート競技選手権大会では規定演技の部において級を採用している。

## 注意事項
級の認定は日本ラート協会が指定する検定員によって行われる。
認定には検定料が必要であり、級の難易度に関わらず一律である。
認定に際しては、認定を受けようとする者が実際に実施し、その規定演技の精度に応じて合否が判定される。
大減点があった場合の認定は原則として認められていない。
中減点、および小減点は一部過度の失敗を除き許容されている。
認定を受ける際の補助者による補助、またアドバイスは認められていない。

## 5級
| 直転 | 規定演技8項目        | 備考                                |
| ---- | -------------------- | ----------------------------------- |
| 1.   | 側方回転             | なし                                |
| 2.   | 後方回転             | なし                                |
| 3.   | シュピンデル前方回転 | 内向き縦姿勢                        |
| 4.   | 側方回転             | 手：リンググリップ                  |
| 5.   | シュピンデル後方回転 | 外向き縦姿勢                        |
| 6.   | ぶらさがり後方回転   | 手：リンググリップ、内向き縦姿勢    |
| 7.   | 前方回転             | なし                                |
| 8.   | ブリッジ前方回転     | 着地技：横姿勢、振り跳び            |
| 斜転 | 規定演技1項目        | 備考                                |
| 1.   | 大斜転・側方回転     | 3回転以上→立ち上げ→着地技：振り跳び |

## 4級
直転（8つ）
1. 後方回転〜側方回転〜前方回転
2. 前方回転〜両手を離す〜ブリッジ前方回転（手：バーグリップ後方）（横姿勢、回転方向の足を外す）
3. 側方回転・開脚（足：開脚バー）〜側方回転・クロス開脚（足：開脚バー）
4. 側方回転（足：ベルト足に揃える）（外向き縦姿勢）
5. 後方回転・後方開脚（手：バーグリップを順手、足：後方の開脚バー）〜後方回転・前方開脚（足：前方の開脚バー）
6. ぶらさがり後方回転（手：リンググリップ）（後方のバーグリップを押しながら、外向き縦姿勢）
7. シュピンデルブリッジ後方回転（1/2ひねりながら前方開脚）
8. ブリッジ前方回転・前方開脚（手：バーグリップ後方、足：前方の開脚バー）〜ブリッジ前方回転（足：ベルト足に揃える）

着地技：横姿勢、振り跳び

斜転（4つ）
1. 大斜転・側方回転（2回転以上）
2. 大斜転・側方回転・片手（手：回転方向のバーグリップ）（2回転以上）
3. 大斜転・側方回転・リンググリップ（両手で順手握り）（2回転以上）
4. 大斜転・側方回転〜立ち上げ

着地技：振り跳び

## 3級
直転（8つ）
1. 側方回転・片手（手：回転方向のバーグリップ）
2. シュピンデル前方回転〜1/1ひねり〜シュピンデル後方回転（外向き縦姿勢）
3. ブリッジ後方回転（手：バーグリップ後方）〜両手を離す〜後方回転
4. ブリッジ後方回転（手：リンググリップ）（前方の足を外し前方の開脚バーへ、内向き縦姿勢）
5. フリーフライ前方回転・前方開脚（足：前方の開脚バー）〜1/2ひねり（手：リンググリップ）〜後方回転・前方開脚（1/2ひねり）
6. ブリッジ前方回転・前方開脚（手：バーグリップ後方、足：前方の開脚バー）〜ブリッジ前方回転・片足（外向き縦姿勢）
7. 後方回転・後方開脚・片手（手：バーグリップを順手、足：後方の開脚バー）〜後方回転・前方開脚・片手（足：前方の開脚バー）（1/2ひねり、リンググリップを握る）
8. 屈膝前方回転〜開脚バー跳び越し〜ステップに立つ

着地技：横姿勢、振り跳び

斜転（4つ）
1. 大斜転・側方回転（2回転以上）
2. 大斜転・シュピンデル前方回転（2回転以上）
3. 大斜転・側方回転（2回転以上）
4. 小斜転〜立ち上げ

着地技：振り跳び

## 2級
直転（8つ）
1. フリーフライ側方回転
2. フリーフライ前方回転〜3/4ひねり〜シュピンデル後方回転（外向き縦姿勢、前方の足を外す）
3. フリーフライ後方回転・後方開脚（足：後方の開脚バー）〜フリーフライ後方回転・前方開脚（足：前方の開脚バー）
4. 片足1/2ひねり（手：前方のバーグリップをクロス握り）〜1/2ひねり〜後方回転・前方開脚（足：前方の開脚バー）（外向き縦姿勢、ベルトから足を外し開脚バーに立つ）
5. シュピンデルブリッジ後方回転（手：バーグリップと開脚バー）〜1/2ひねり〜シュピンデルブリッジ前方回転
6. 倒立ブリッジ・前方回転（手：リンググリップ、足：開脚バー横のリング〜ステップ付近）（内向き縦姿勢、手：リンググリップ）
7. 屈膝前方回転（足：前方のバーグリップ〜後方のバーグリップ）（内向き縦姿勢、足：両方のバーグリップ、手：上方の開脚バー付近）
8. 足抜き後ろ回り

着地技：前方跳び出し（足：両方のステップ）

斜転（6つ）
1. 大斜転・側方回転（2回転以上）
2. 大斜転・側方回転・後傾（2回転以上）（大斜転・側方回転）※1
3. 大斜転・側方回転・片手交互リンググリップ（手：順手握り）（交互1回転ずつ）（大斜転・側方回転）※1
4. 大斜転・側方回転・開脚（足：回転方向の足を外し開脚バーへ）（2回転以上）
5. 小斜転・開脚（足：回転方向の足を開脚バーへ）（3回転以上）
6. 小斜転・閉脚（足：回転方向の足をベルト足に揃える）〜立ち上げ

着地技：振り跳び
※1省略できる

## 1級
直転（8つ）
1. フリーフライ前方回転〜1/2ひねり〜フリーフライ後方回転
2. シュピンデル前方回転〜両手を離して1/1ひねり〜シュピンデル後方回転（外向き縦姿勢、前方の足を外す）
3. フリーフライ後方回転・後方開脚（足：後方の開脚バー）〜屈身〜フリーフライ後方回転・前方開脚（足：前方の開脚バー）（リンググリップを握り1/2ひねり）
4. フリーフライ前方回転・前方開脚（足：前方の開脚バー）〜両手を離して1/2ひねり〜ぶらさがり後方回転（手：リンググリップ）（内向き縦姿勢、足：開脚バーと下方のステップ、手：上方の開脚バー付近）
5. 背面腰掛け・前方回転〜ラートの中におりる（両方のバーグリップに立つ、後方回転）
6. 前後開脚ブリッジ後方回転（手：両ステップの中間のリング）（内向き縦姿勢、足：上方のステップ、手：上方の開脚バー付近）
7. 伏臥前方回転〜前回りおり（足：両ステップへおろす）
8. 屈膝前方回転（手：上方バーグリップと開脚バーの中間、足：上方の開脚バー）

着地技：後方跳び出し

斜転（8つ）
1. 大斜転・側方回転（2回転以上）
2. 大斜転・フリーフライ側方回転（2回転以上）（大斜転・側方回転）※1
3. 大斜転・側方回転・後傾（2回転以上）（大斜転・側方回転）※1
4. 大斜転・シュピンデル前方回転（2回転以上）
5. 大斜転・シュピンデルブリッジ前方回転（足：回転方向の足を外しベルト足に揃える）（2回転以上）
6. 大斜転・側方回転・開脚（足：回転方向の足を開脚バーへ）（2回転以上）
7. 小斜転・開脚（足：回転方向の足を開脚バーへ）（3回転以上）
8. 小斜転・閉脚（足：両足を外し揃えてリングに立つ）〜立ち上げ

着地技：振り跳び
※1省略できる